# Bruine lijstertimalia
De bruine lijstertimalia (Illadopsis fulvescens) is een zangvogel uit de familie Pellorneidae.

## Verspreiding en leefgebied
Deze soort komt voor in westelijk en centraal Afrika en telt zes ondersoorten:
- I. f. gularis: van zuidwestelijk Senegal tot zuidwestelijk Ghana.
- I. f. moloneyana: van zuidoostelijk Ghana tot zuidwestelijk Nigeria.
- I. f. iboensis: zuidoostelijk Nigeria en zuidwestelijk Kameroen.
- I. f. fulvescens: van zuidelijk Kameroen tot de westelijke Centraal-Afrikaanse Republiek en westelijk Congo-Kinshasa.
- I. f. ugandae: van de zuidelijk-centrale Centraal-Afrikaanse Republiek en oostelijk Congo-Brazzaville tot zuidelijk Zuid-Soedan, westelijk Kenia, westelijk Tanzania en noordoostelijk Angola.
- I. f. dilutior: noordwestelijk Angola.

## Status
De grootte van de populatie is niet gekwantificeerd maar de soort wordt omschreven als algemeen. Op de Rode lijst van de IUCN heeft deze soort de status niet bedreigd.